# Kilcoole
Kilcoole (iriska: Cill Chomhghaill) är en ort i republiken Irland.   Den ligger i grevskapet Wicklow och provinsen Leinster, i den östra delen av landet, 28 km söder om huvudstaden Dublin. Kilcoole ligger 18 meter över havet och antalet invånare är 4 049.
Terrängen runt Kilcoole är platt åt sydost, men åt nordväst är den kuperad. Havet är nära Kilcoole österut.Runt Kilcoole är det ganska tätbefolkat, med 75 invånare per kvadratkilometer. Närmaste större samhälle är Kilquade, 1,4 km väster om Kilcoole. Trakten runt Kilcoole består i huvudsak av gräsmarker.